# Славинии

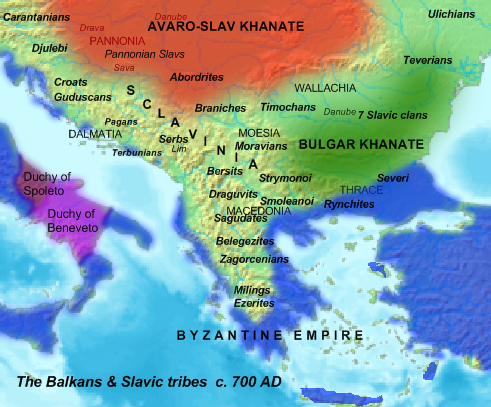
Расселение южнославянских племён в 700 году

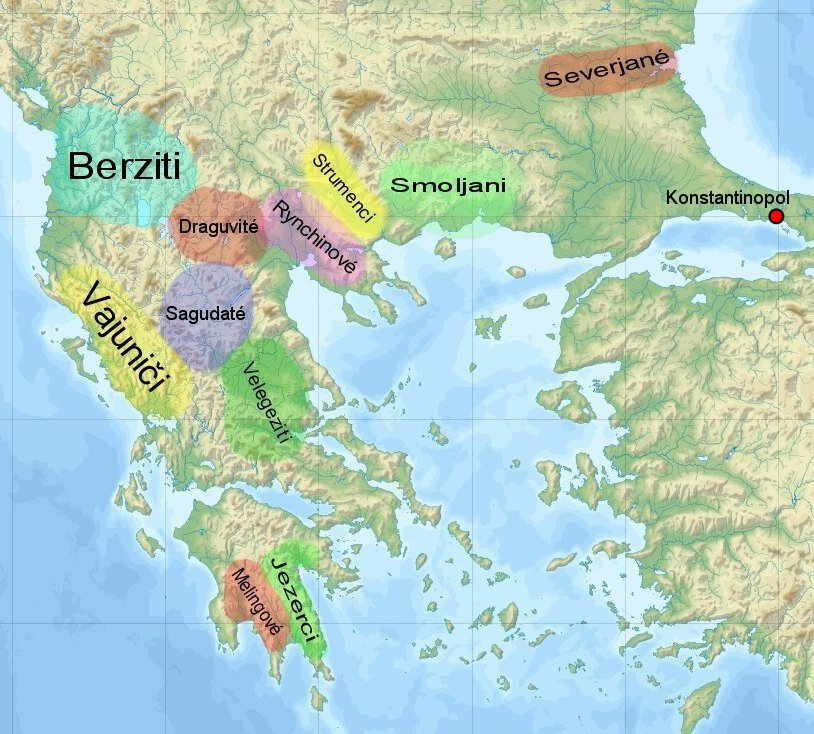
Приблизительные поселения южнославянских племен

Славинии или Склавинии, Славии (греч. Σκλαβηνίας, Σκλαβυνίας, Σκλαυίνίας, лат. Sclavenias, Sclavonias, Slaviae) — обозначение социально-политических объединений славянских племён и областей их проживания по сведениям византийских источников VII—X веков. Термин затем перешёл в западноевропейские источники XI—XV веков.

## Исторические известия

### Византийские известия
Первым источником, в котором сообщается о Славиниях («Σκλαυηνίας») по отношению к расселившимся славянам на Балканах в конце VI — начале VII в., является «История» Феофилакта Симокатты. В дальнейшем этот термин употреблялся в источниках IX—X вв. в связи с событиями VII—X вв. В случае с Феофилактом, термин «Склавинии» использовался единственный раз и в одном смысле как область расселения славянских племён, в остальных источниках его применение носит частый характер и в более обширном понимании.
Как считал Г. Г. Литаврин, самой крупной из всех Славиний была под названием «Семь родов», размещавшаяся в Мизии и Малой Скифии и покорёное булгарами в 679/680 г. Известно это славянское объединение по данным Феофана Исповедника и патриарха Никифора.
Константин Багрянородный в «Об управлении империей» использовал этот термин неоднократно. Славинии фигурируют в трёх случаях — когда описываются отношения русов со славянами (перечисляется кто входил в Славинии: кривичи, лендзяне, древляне, дреговичи, северяне); когда говорится о господстве Каролингов в IX в. над Славиниями; и когда славянские племена взбунтовались против василевса (к Славиниям относились хорваты, сербы, захумляне и другие славянские племена).

### Западноевропейские известия
Термин «Славиния» был распространён и в западноевропейских источниках под разными другими вариациями названия, в частности, в виде «Славия». Галл Аноним называет Польшу времени Болеслава Храброго северной частью Склавонии («Sclauonie»). Ту же информацию потом повторил Ян Длугош, но термин звучал как «Славония» («Slawonie»).
В письме к Бернару Клервоскому под общим названием «Склавония» («Sclavonia») объединяются Польша и Богемия. В легендарной части про Попеля Винцентий Кадлубек пишет о польской территории под общим названием «Славия» («Slaviae»), подчинившейся Попелю.

## Известные славинии

### Иллирия
- Тервуния;

### Македония
- Берзилия, Берзития или Белзития (Βερζηλια/Βερζητια/Βελζητια);
- Белегезития (Βελεγεζιτία);
- Другувития (Δρουγουβιτία);
- Сагудатия (Σαγουδατία) или Субделития (Σουβδελιτία);

### Фессалия
- Велзития;

### Эпир
- Ваюнития (Βαϊουνίται);